# Estação Champ-de-Mars
A Estação Champ-de-Mars é uma das estações do Metrô de Montreal, situada em Montreal, entre a Estação Place-d'Armes e a Estação Berri-UQAM. Faz parte da Linha Laranja.
Foi inaugurada em 14 de outubro de 1966. Localiza-se na Rua Sanguinet. Atende o distrito de Ville-Marie.